# Manfredo I di Saluzzo
Manfredo I di Saluzzo conosciuto anche come Manfredo del Vasto (prima del 1123 – Saluzzo, 1175) fu marchese di Saluzzo dal 1142 alla morte.

## Biografia
Manfredo era il figlio primogenito del marchese Bonifacio del Vasto e d'Agnese di Saluzzo, appartenente a un'antica e nobile famiglia ligure-piemontese di origine aleramica, padrona della regione intorno a Savona. Egli ottenne il feudo di Saluzzo dal padre, che lo aveva ricevuto direttamente dal marchese di Torino Olderico Manfredi II.
La prima volta che Manfredo compare nelle documentazioni ufficiali risale al 1123, quando agisce per conto del padre nel Saluzzese, per poi affiancarlo in un atto del 1127. Bonifacio del Vasto, che molto probabilmente si spense in quegli anni, aveva lasciato ai suoi sette figli il suo ampio patrimonio. Manfredo si dimostrò subito interessato, insieme al fratello Guglielmo, al Saluzzese. Non si capisce bene chi in quegli anni fosse subordinato a chi, tra i due fratelli; di certo si sa soltanto che da Guglielmo, pochissimo documentato, discenderanno i del Vasto di Busca.
Con una serie di legami vassallatici si garantì la fedeltà dei principali signori del Saluzzese, ponendo il borgo di Saluzzo come il principale dei suoi domini. Non era ancora la capitale dello stato, che nemmeno aveva ancora tale fisionomia, ma si avviava ad essere il principale punto nevralgico dei domini della famiglia: il primitivo territorio del marchesato si trovava nella regione compresa tra le Alpi, il Po e la Stura.
La trasmissione del titolo al figlio Manfredo II di Saluzzo diede il via alla dinastia che reggerà la cittadina pedemontana fino al XVI secolo.

## Matrimonio e discendenza
Si sposò con una certa «Eleonora, figliola di Zudich conte della Torre Arborea, la quale era nepota del re di Spagna». Secondo molti storici dietro questa misteriosa donna si nasconderebbe Elena de Lacon-Serra, zia del celebre Barisone I d'Arborea, re di Sardegna ed imparentato molto strettamente tramite sua moglie Agalbursa ai re d'Aragona. Essi ebbero i seguenti figli:
- Manfredo II del Vasto, secondo marchese di Saluzzo (1140-1215);
- Bonifacio del Vasto.

## Ascendenza
|                        |                     |                          | Genitori               |  |  | Nonni |  |  | Bisnonni |  |  | Trisnonni |  |
|                        |                     |                          |                        |  |  |       |  |  | …        |  |  | …         |  |
|                        |                     |                          |                        |  |  |       |  |  | …        |  |  | …         |  |
|                        |                     | …                        |                        |  |  |       |  |  | …        |  |  |           |  |
| Teutone del Vasto      |                     |                          |                        |  |  |       |  |  | …        |  |  |           |  |
|                        |                     | …                        | …                      |  |  |       |  |  |          |  |  |           |  |
|                        |                     | …                        | …                      |  |  |       |  |  |          |  |  |           |  |
|                        |                     | …                        | …                      |  |  |       |  |  |          |  |  |           |  |
| Bonifacio del Vasto    |                     | …                        |                        |  |  |       |  |  |          |  |  |           |  |
|                        |                     | Olderico Manfredi II     | Olderico Manfredi I    |  |  |       |  |  |          |  |  |           |  |
|                        |                     | Olderico Manfredi II     | Olderico Manfredi I    |  |  |       |  |  |          |  |  |           |  |
|                        |                     | Olderico Manfredi II     | Prangarda di Canossa   |  |  |       |  |  |          |  |  |           |  |
| Berta di Torino        |                     | Olderico Manfredi II     |                        |  |  |       |  |  |          |  |  |           |  |
|                        |                     | Berta di Milano          | …                      |  |  |       |  |  |          |  |  |           |  |
|                        |                     | Berta di Milano          | …                      |  |  |       |  |  |          |  |  |           |  |
|                        |                     | Berta di Milano          | …                      |  |  |       |  |  |          |  |  |           |  |
| Manfredo I di Saluzzo  |                     | Berta di Milano          |                        |  |  |       |  |  |          |  |  |           |  |
|                        | Enrico I di Francia | Roberto II di Francia    |                        |  |  |       |  |  |          |  |  |           |  |
|                        | Enrico I di Francia | Roberto II di Francia    |                        |  |  |       |  |  |          |  |  |           |  |
|                        | Enrico I di Francia | Costanza d'Arles         |                        |  |  |       |  |  |          |  |  |           |  |
| Ugo I di Vermandois    | Enrico I di Francia |                          |                        |  |  |       |  |  |          |  |  |           |  |
|                        |                     | Anna di Kiev             | Jaroslav I di Kiev     |  |  |       |  |  |          |  |  |           |  |
|                        |                     | Anna di Kiev             | Jaroslav I di Kiev     |  |  |       |  |  |          |  |  |           |  |
|                        |                     | Anna di Kiev             | Ingegerd Olofsdotter   |  |  |       |  |  |          |  |  |           |  |
| Agnese di Vermandois   |                     | Anna di Kiev             |                        |  |  |       |  |  |          |  |  |           |  |
|                        |                     | Erberto IV di Vermandois | Ottone I di Vermandois |  |  |       |  |  |          |  |  |           |  |
|                        |                     | Erberto IV di Vermandois | Ottone I di Vermandois |  |  |       |  |  |          |  |  |           |  |
|                        |                     | Erberto IV di Vermandois | Pavia                  |  |  |       |  |  |          |  |  |           |  |
| Adelaide di Vermandois |                     | Erberto IV di Vermandois |                        |  |  |       |  |  |          |  |  |           |  |
|                        |                     | Adelaide di Valois       | Rodolfo IV di Vexin    |  |  |       |  |  |          |  |  |           |  |
|                        |                     | Adelaide di Valois       | Rodolfo IV di Vexin    |  |  |       |  |  |          |  |  |           |  |
|                        |                     | Adelaide di Valois       | Adele di Bar-sur-Aube  |  |  |       |  |  |          |  |  |           |  |
|                        |                     | Adelaide di Valois       |                        |  |  |       |  |  |          |  |  |           |  |